# Termodinamică

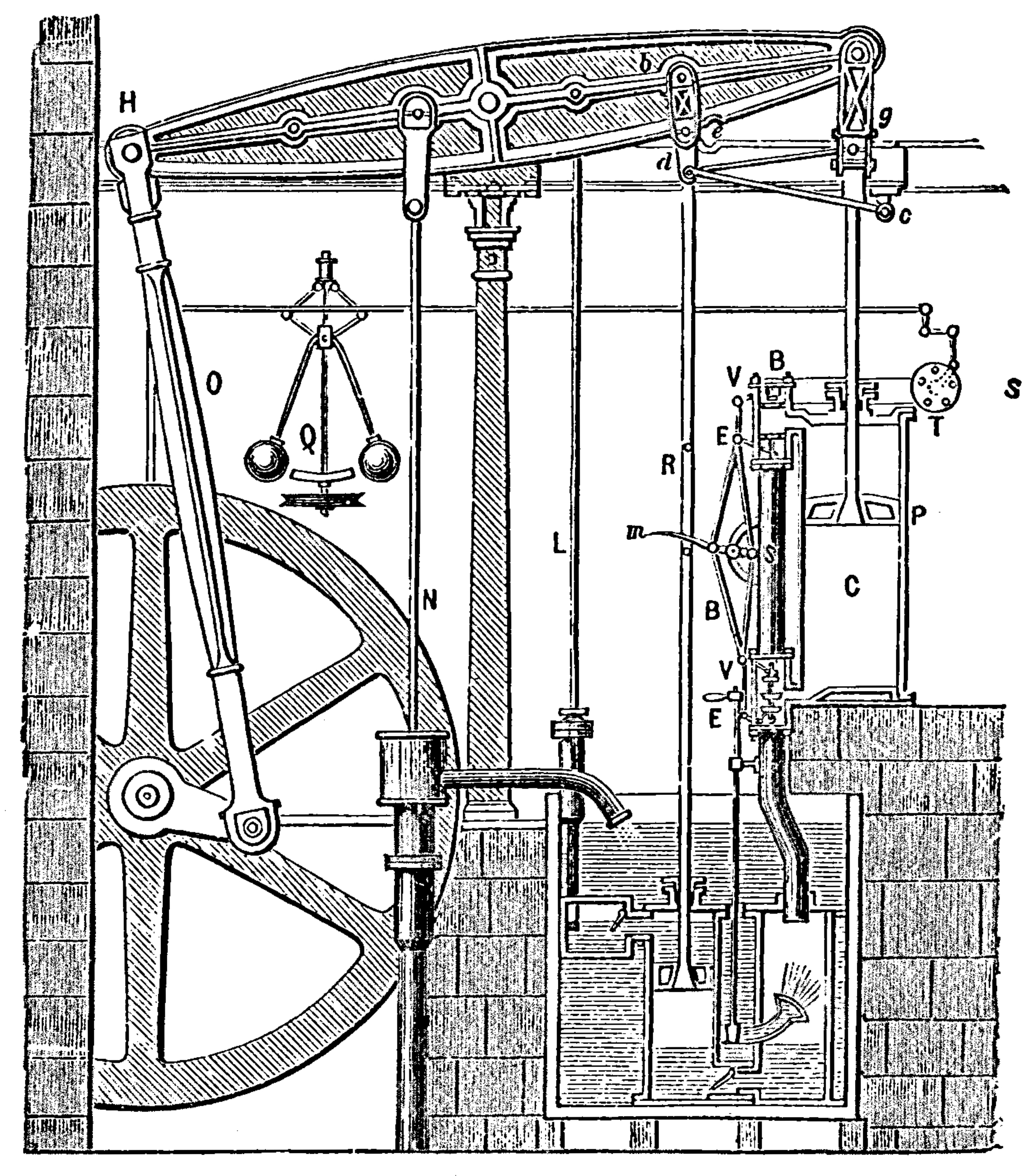
Exemplu de aplicație a termodinamicii: motor cu abur proiectat de firma Boulton & Watt (1784)

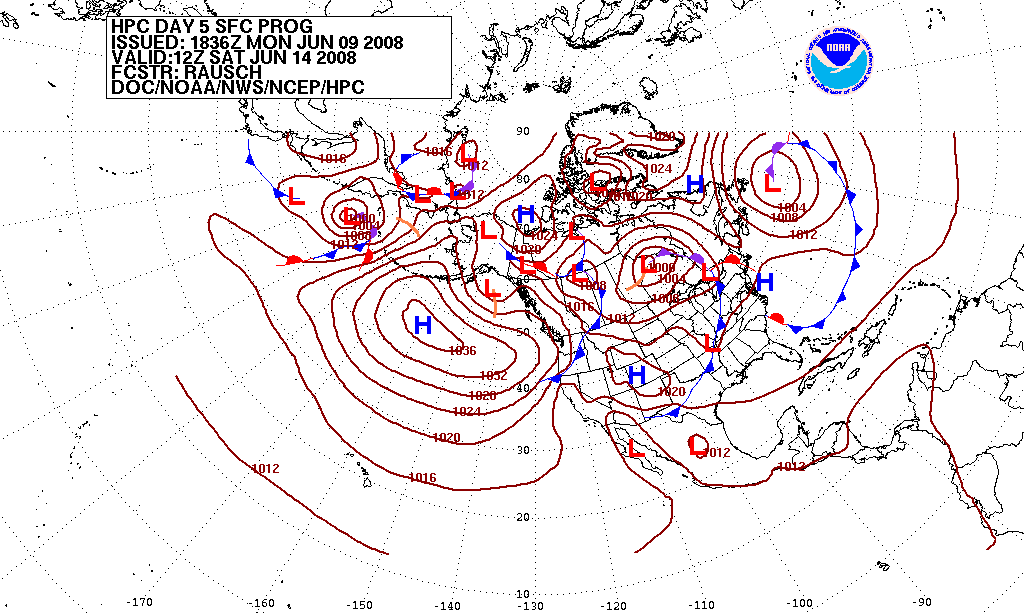
Exemplu de aplicație a termodinamicii: Prognoza meteorologică. Distribuția presiunii atmosferice pe 5 zile în America de Nord, Oceanul Pacific și Oceanul Atlantic (2008)

Termodinamica se ocupă cu studiul macroscopic al fenomenelor, de orice natură, în care are loc un transfer de energie sub forma de căldură și lucru mecanic. Numele este derivat din limba greacă (θέρμη therme = căldură, δύναμις dynamis = forță) și a fost creat de lordul Kelvin, care a formulat și prima definiție a termodinamicii. În germană termodinamica mai poartă și numele de Wärmelehre (teoria căldurii), creat de Rudolf Clausius în lucrările sale despre teoria mecanică a căldurii.
Termodinamica reprezintă în zilele noastre una din cele mai bine structurate logic ramuri ale fizicii. Născută la începutul secolului al XIX-lea din necesitatea practică de a optimiza randamentul motoarelor cu abur, termodinamica a devenit una din disciplinele clasice ale fizicii teoretice. Baza teoretică a termodinamicii o constituie un număr restrâns de principii, care sunt generalizări și abstractizări ale unor fapte experimentale. Caracterul general al acestor principii, care nu conțin ipoteze referitor la natura forțelor implicate sau la structura microscopică a sistemelor studiate, face ca metodele termodinamicii să fie aplicabile unei clase largi de fenomene. Operele lui Josiah Willard Gibbs au extins domeniul de preocupare al termodinamicii de la orientarea spre randamentul mașinilor termice către studiul caracteristicilor substanțelor și sistemelor. Câteva exemple, alese oarecum la întâmplare, sunt: proprietățile fluidelor și ale soluțiilor, echilibrul stărilor de agregare, polarizarea dielectrică și magnetizarea, forța electromotoare a elementelor galvanice, radiația termică. Aplicațiile practice sunt și ele numeroase și variate, de la frigider și încălzire centrală la energie regenerabilă și prognoză meteorologică.
O abordare alternativă a fenomenelor termodinamice o reprezintă mecanica statistică. Pornind de la structura microscopică (molecule și atomi), luând în considerare interacțiunile (forțele) dintre aceste componente și folosind metode statistice (aplicabile sistemelor alcătuite dintr-un număr foarte mare de componente), mecanica statistică poate, prin intermediul unor calcule laborioase, să deducă (și prin aceasta să confirme) rezultatele obținute de termodinamică pe cale fenomenologică.
Există diverse încercări de axiomatizare a acestei discipline. Prima dintre ele a fost cea a lui Constantin Carathéodory publicată în 1909 într-un periodic de matematică. Axiomatizarea lui Carathéodory a fost relativ ignorată de fizicieni datorită publicării într-un periodic de matematică și nu a fost bine primită de Max Planck.
După accentul pus pe anumite domenii aplicative din termodinamica generală sau fundamentală se individualizează următoarele ramuri: termodinamica sistemelor fizice, termodinamica sistemelor chimice și termodinamica tehnică.

## Stări și transformări
Pentru orice disciplină a fizicii, obiectul de studiu este un sistem. În contextul termodinamicii acesta va fi un sistem termodinamic: o porțiune finită, precis delimitată, din realitatea materială, care poate include atât substanță cât și radiație. Delimitarea conceptuală a unui sistem de lumea înconjurătoare nu exclude, ci în general presupune, interacțiunea acestor două elemente; în cazul termodinamicii, această interacțiune se manifestă sub forma de fenomene termice și mecanice.
Calitativ, se numește stare a unui sistem (la un moment dat) totalitatea proprietăților lui (la acel moment). Pentru precizarea cantitativă a acestei noțiuni se recurge la valorile pe care le au diferite mărimi fizice în starea respectivă. Între mărimile care exprimă proprietăți ale unui sistem există relații cantitative bine determinate; există însă un număr limitat de mărimi fizice independente care caracterizează complet starea sa, alte proprietăți ale sistemului putând fi derivate din acestea. Alegerea mărimilor care să servească drept variabile independente este un pas preliminar necesar în studiul oricărui sistem.
O stare în care proprietățile sistemului termodinamic nu variază în timp se numește stare de echilibru termodinamic.

### Principiul zero al termodinamicii
Pentru ca un sistem să se afle în echilibru termodinamic este necesar (dar în general nu și suficient) ca lumea înconjurătoare cu care se află în contact să ofere condiții neschimbate în timp. Următoarea constatare, de natură experimentală, este numită uneori principiul zero al termodinamicii:
Un sistem termodinamic situat în condiții externe invariabile în timp va atinge, după un timp suficient de lung, o stare de echilibru termodinamic.
Se numește transformare orice schimbare a stării unui sistem. Un interes teoretic deosebit îl prezintă transformările care conduc de la o stare inițială de echilibru la o stare finală de echilibru, trecând printr-o înșiruire continuă de stări intermediare de echilibru. Întrucât orice schimbare de stare se petrece într-un timp finit, astfel de transformări nu pot fi realizate, riguros, în realitate. Dar, conform principiului zero al termodinamicii, dacă transformarea se produce suficient de lent, ea se poate apropia oricât de mult de acest model ideal. Astfel de transformări se numesc cvasistatice, pentru a indica faptul că ele sunt o înșiruire de stări de echilibru; dacă este posibilă transformarea în care aceeași înșiruire de stări să fie parcursă în sens invers ele se numesc reversibile. O transformare se numește ciclică dacă starea finală coincide cu starea inițială.

### Lucru mecanic
O stare de echilibru mecanic a unui sistem cu  n  grade de libertate este caracterizată complet de valorile pe care le au variabilele de poziție
{\displaystyle \left(1\right)}{\displaystyle x=\left(x_{1},...,x_{n}\right),}
variabilele de forță corespunzătoare fiind funcții cunoscute de precedentele:
{\displaystyle \left(2\right)}{\displaystyle \ X_{i}=X_{i}\left(x_{1},...,x_{n}\right),\quad i=1,...,n.}
O transformare în care configurația sistemului este modificată sub acțiunea forțelor are loc cu producere de lucru mecanic. Lucrul mecanic elementar efectuat de aceste forțe pentru modificări infinitezimale ale pozițiilor
{\displaystyle \left(3\right)}{\displaystyle dx=\left(dx_{1},...,dx_{n}\right)}
este
{\displaystyle \left(4\right)}{\displaystyle \delta L=\sum _{i=1}^{n}X_{i}\,dx_{i}\,.}
Lucrul mecanic produs într-o transformare finită de la starea inițială  a = ( a1 , ... , a n )  la starea finală  b = ( b1 , ... bn )  trecând prin stări intermediare înșiruite de-a lungul curbei continue  C  în spațiul variabilelor de poziție  (x1 , ... , xn )  este
{\displaystyle \left(5\right)}{\displaystyle L_{C}=\int _{C}\,\sum _{i=1}^{n}X_{i}\,dx_{i}\,,}
unde integrala curbilinie este calculată urmând curba  C  în sensul de la  a  spre  b .
Relația de mai sus definește lucrul mecanic primit (algebric) de sistem; el nu este o mărime de stare, ci o funcție de transformare a cărei valoare depinde, în general, de stările inițială și finală respectiv de curba  C  delimitată de punctele  a  și  b 

## Principiul întâi al termodinamicii

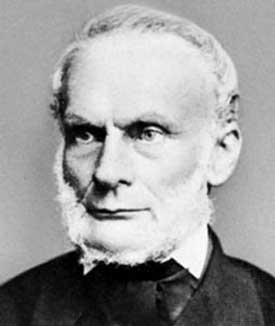
Rudolf Julius Emanuel Clausius (1822–1888) a dat formularea clasică a principiului întâi al termodinamicii și a reformulat principiul al doilea pe baza noțiunii de entropie.

### Energie internă
O serie de experimente esențiale pentru fundamentarea teoretică a termodinamicii au fost efectuate asupra unor sisteme separate de lumea înconjurătoare printr-un înveliș adiabatic. Un asemenea înveliș are însușirea că, odată aplicat unui sistem aflat în echilibru termodinamic, starea acestui sistem poate fi schimbată numai prin efectuarea de lucru mecanic de către forțe acționând din exterior asupra sistemului. O transformare a unui sistem închis cu înveliș adiabatic se numește transformare adiabatică. Sinteza rezultatelor experimentelor amintite constituie formularea clasică a principiului întâi al termodinamicii:
În orice transformare adiabatică a unui sistem, lucrul mecanic efectuat de forțele exterioare depinde numai de starea inițială și de starea finală a sistemului.
Conform unei teoreme fundamentale din geometria diferențială, rezultă că lucrul mecanic  LC  produs într-o transformare adiabatică de la o stare inițială  a  la o stare finală  b  este independent de stările intermediare și există o funcție  U (x)  astfel încât U (b) − U (a) = LC. Funcția
{\displaystyle \left(6\right)}{\displaystyle U=U\left(x_{1},...,x_{n}\right)}
este o funcție de stare a sistemului care se numește energie internă. Ea este definită până la o constantă aditivă, care poate fi fixată alegând ca origine o stare de referință pornind de la care orice stare a sistemului să poată fi obținută printr-o transformare adiabatică.

### Cantitate de căldură
Într-o transformare diatermică (neadiabatică) lucrul mecanic depinde, în general, de stările intermediare, iar U (b) − U (a) ≠ LC. Mărimea definită prin relația
{\displaystyle \left(7\right)}{\displaystyle Q_{C}=U\left(b\right)-U\left(a\right)-L_{C}}
se numește cantitatea de căldură transferată sistemului (primită sau cedată) în cursul transformării. Rearanjând termenii, se poate scrie
{\displaystyle \left(8\right)}{\displaystyle U\left(b\right)-U\left(a\right)=L_{C}+Q_{C}\,,}
ceea ce, în cazul unei transformări infinitezimale, devine
{\displaystyle \left(9\right)}{\displaystyle \ dU=\delta L+\delta Q\,.}
Relațiile (8) și (9) sunt expresii matematice ale principiului întâi al termodinamicii în forma sa generală:
Pentru orice sistem termodinamic există o funcție de stare numită energie internă. În orice transformare prin care trece sistemul, variația energiei interne este egală cu suma dintre lucrul mecanic efectuat asupra sistemului și cantitatea de căldură transferată către sistem.
Așadar, lucrul mecanic și cantitatea de căldură sunt forme ale schimbului de energie între un sistem și lumea înconjurătoare.
Măsurarea cantității de căldură face obiectul calorimetriei. Metodele calorimetrice deduc cantitatea de căldură schimbată cu exteriorul de un sistem oarecare comparând starea sa inițială cu cea finală. Deoarece însă cantitatea de căldură schimbată depinde în general de stările intermediare, măsurătoarea poate fi univocă numai dacă procesul de măsurare e specificat în mai mult detaliu. În măsurători calorimetrice la variabile de poziție constante, lucrul mecanic efectuat de sistem este nul și cantitatea de căldură schimbată este egală cu variația energiei sale interne U. Aceasta este o funcție de stare și variația ei este unic determinată de stările inițială și finală ale sistemului. În măsurători calorimetrice la variabile de forță constante, cantitatea de căldură schimbată se dovedește a fi egală cu variația unei alte funcții de stare, numită entalpie, care este legată de energie prin relația:
{\displaystyle \left(10\right)}{\displaystyle H=U-\sum _{i=1}^{n}X_{i}\ x_{i}\,.}

### Temperatură empirică
Existența schimbului de căldură arată că starea unui sistem termodinamic nu este complet caracterizată de variabilele mecanice x = (x1 , ... , xn); principiul întâi al termodinamicii indică existența unei noi variabile de stare, energia internă, măsurabilă prin metode calorimetrice. În practică este preferată o altă variabilă, care exprimă cantitativ senzațiile familiare de „cald” și „rece”. Este vorba despre temperatură, care poate fi definită empiric pe baza unui experiment numit contact termic.
Fie două sisteme, reunite într-un singur sistem, acesta fiind izolat de exterior printr-un înveliș adiabatic. Cele două subsisteme sunt însă separate printr-o interfață diatermă (neadiabatică). Variabilele de poziție ale ambelor subsisteme sunt fixate. În aceste condiții nu există schimb de lucru mecanic nici cu exteriorul, nici între subsisteme; nu există schimb de căldură cu exteriorul, dar subsistemele pot schimba căldură între ele. Se zice că cele două subsisteme se află în contact termic; iar dacă s-a stabilit, conform principiului zero al termodinamicii, echilibrul termodinamic, se zice că cele două subsisteme se află în echilibru termic.
S-a dovedit în mod empiric corectitudinea următorului enunț, numit principiul tranzitivității echilibrului termic:
Dacă sistemul A este în echilibru termic cu sistemul B și sistemul B este în echilibru termic cu sistemul C, atunci sistemul A este în echilibru termic cu sistemul C.
Din aceste considerații rezultă pe cale deductivă că, pentru orice sistem aflat în echilibru termic, există o funcție
{\displaystyle \left(11\right)}{\displaystyle \theta =\theta \left(x_{1},...,x_{n},U\right)}
care, pentru valori fixate ale variabilelor de poziție, este o funcție monoton crescătoare de energia internă; se spune că relația (11) definește o scară de temperatură pentru sistem. Temperatura empirică astfel definită nu este univocă: relația  θ ' = φ (θ), unde φ(θ) este o funcție monoton crescătoare de argumentul său, face trecerea de la o scară de temperatură θ la altă scară de temperatură posibilă θ '.
Două sisteme aflate în echilibru termic au temperaturi egale. Acest fapt stă la baza termometriei, care se ocupă cu măsurarea temperaturilor. Într-o măsurătoare de temperatură, corpul a cărui temperatură urmează a fi măsurată și instrumentul de măsură sunt puse în contact termic și se așteaptă un timp suficient pentru ca ele să ajungă în echilibru termic. Este necesar ca primul să aibă o capacitate termică suficient de mare ca temperatura sa să nu fie modificată apreciabil în cursul transferului de căldură care duce la stabilirea echilibrului termic (un sistem care satisface aceste condiții se numește termostat), pe când al doilea trebuie să-și adapteze temperatura la aceea a primului fără a i-o modifica apreciabil (un astfel de sistem se numește termometru).

### Ecuații de stare
Ținând cont de existența unei variabile de stare termică, pe lângă cele mecanice, și alegând ca nouă variabilă temperatura, mai intuitivă și mai ușor accesibilă măsurătorii decât energia internă, relațiile (2) devin
{\displaystyle \left(12\right)}{\displaystyle \ X_{i}=X_{i}\left(\theta ,x_{1},...,x_{n}\right),\quad i=1,...,n;}
ele se numesc ecuații de stare termice. Relația (6), completată și ea cu variabila temperatură, devine ecuația de stare calorică
{\displaystyle \left(13\right)}{\displaystyle U=U\left(\theta ,x_{1},...,x_{n}\right).}
Termodinamica nu poate stabili forma acestor ecuații de stare (sau ecuații caracteristice), care determină complet proprietățile sistemului în stări de echilibru termodinamic. În aplicații, ele sunt determinate experimental. Mecanica statistică le poate calcula, în principiu, dacă este cunoscută structura microscopică a sistemului.

## Principiul al doilea al termodinamicii

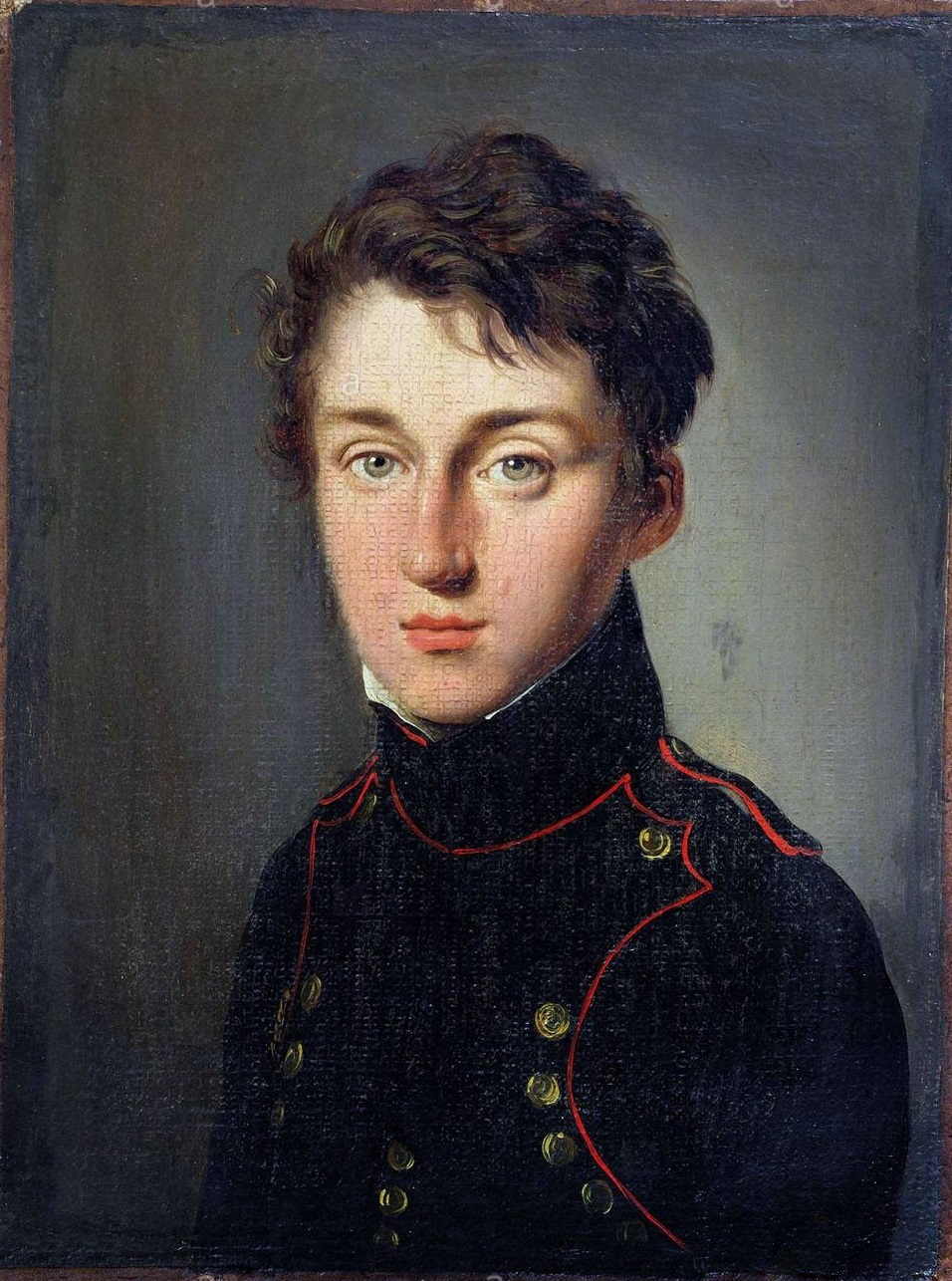
Nicolas Léonard Sadi Carnot (1796–1832) a enunțat teorema lui Carnot, una din formulările primare ale principiului al doilea al termodinamicii.

Studiul schimbului de căldură între sisteme s-a dezvoltat din necesitatea practică de a îmbunătăți funcționarea mașinilor termice. Din punct de vedere teoretic, o mașină termică este un sistem care, într-o transformare ciclică, primește căldură și cedează lucru mecanic. În cursul transformării, mașina termică schimbă căldură cu un număr de sisteme numite surse de căldură, care se presupune că sunt termostate având temperaturi cunoscute. Transformarea se numește monotermă, bitermă sau politermă, după numărul de surse de căldură; sunt imaginabile și transformări în care se schimbă căldură cu o infinitate de surse de căldură ale căror temperaturi variază continuu.
Formularea primară a principiului al doilea al termodinamicii este echivalentă cu constatarea experimentală că nu poate exista o mașină termică cu o singură sursă de căldură:
Într-o transformare ciclică monotermă, independent de natura sistemului, cantitatea de căldură primită de sistem este negativă sau nulă; ea este nulă dacă și numai dacă transformarea este reversibilă.
Cazul unei transformări ciclice biterme reversibile poate fi redus la precedentul printr-un artificiu: sistemului considerat A i se adaugă un al doilea sistem B, ambele sisteme fiind supuse unor transformări ciclice reversibile repetate care sunt ajustate astfel ca sistemul rezultat prin reunirea celor două subsisteme să sufere o transformare ciclică monotermă. Concluzia este o formulare modificată a principiului al doilea al termodinamicii:
Într-o transformare ciclică bitermă reversibilă, raportul cantităților de căldură schimbate de sistem cu cele două termostate nu depinde de natura sistemului; el depinde numai de temperaturile celor două termostate.
Notând cu θ1 și θ2 temperaturile termostatelor, iar cu Q1 și Q2 cantitățile de căldură respective, avem așadar
{\displaystyle \left(14\right)}{\displaystyle {\frac {Q_{1}}{Q_{2}}}=-f\left(\theta _{1},\theta _{2}\right),}
unde funcția f (θ1, θ2) nu depinde de natura sistemului. Mașina termică bitermă reversibilă descrisă poartă numele istoric de mașină Carnot, ea funcționând după un ciclu Carnot, iar enunțul precedent este echivalent cu teorema lui Carnot: randamentul unui ciclu Carnot depinde numai de temperaturile celor două surse de căldură.

### Temperatură termodinamică
Analiza detaliată a schimbului de căldură în transformări ciclice biterme reversibile și ireversibile arată că funcția f (θ1, θ2) definită prin relația (14) poate fi factorizată în forma
{\displaystyle \left(15\right)}{\displaystyle f\left(\theta _{1},\theta _{2}\right)={\frac {\phi \left(\theta _{1}\right)}{\phi \left(\theta _{2}\right)}}\,,}
unde φ = φ (θ) este o funcție continuă, monoton crescătoare, cu valori strict pozitive și mărginită (nu se poate anula și nu poate deveni infinită) de temperatura θ definită până la o constantă multiplicativă pozitivă. Ea definește așadar o scară de temperatură. Odată fixat prin convenție factorul multiplicativ, temperatura definită prin relația
{\displaystyle \left(16\right)}{\displaystyle T=\phi \left(\theta \right)}
se numește temperatura termodinamică sau temperatura absolută corespunzătoare temperaturii empirice θ.
Introducând temperaturile absolute  T1 și  T2 ale termostatelor cu care se schimbă cantitățile de căldură  Q1 și  Q1 într-o transformare ciclică bitermă reversibilă, relația (14) poate fi rescrisă ca
{\displaystyle \left(17\right)}{\displaystyle {\frac {Q_{1}}{T_{1}}}+{\frac {Q_{2}}{T_{2}}}=0\,.}
Acest rezultat se generalizează la cazul unei transformări ciclice politerme reversibile cu s surse de căldură sub forma
{\displaystyle \left(18\right)}{\displaystyle \sum _{i=1}^{s}{\frac {Q_{i}}{T_{i}}}=0\,}
numită egalitatea lui Clausius.
Conform formulării primare a principiului al doilea al termodinamicii, într-o transformare ciclică monotermă ireversibilă cantitatea de căldură primită de sistem este strict negativă. Pe de altă parte, o transformare complexă care conține atât porțiuni reversibile cât și porțiuni ireversibile este, în ansamblu, ireversibilă. Pornind de la aceste constatări se obține pe cale deductivă inegalitatea lui Clausius pentru cazul unei transformări ciclice politerme ireversibile:
{\displaystyle \left(19\right)}{\displaystyle \sum _{i=1}^{s}{\frac {Q_{i}}{T_{i}}}<0.}

### Entropie
Considerăm acum cazul unei transformări ciclice reversibile care constă dintr-o înșiruire de transformări elementare, în fiecare dintre acestea sistemul schimbând cantitatea de căldură δQ cu un termostat de temperatură T. Reducând „pasul” acestor transformări elementare și crescând numărul lor, se obține la limită o transformare ciclică reversibilă în care se schimbă căldură cu termostate ale căror temperaturi variază continuu. În această limită egalitatea lui Clausius (18) devine
{\displaystyle \left(20\right)}{\displaystyle \oint _{C}\,{\frac {\delta Q}{T}}=0\,,}(într-o transformare reversibilă)
unde integrala în spațiul variabilelor de stare se calculează de-a lungul unei curbe închise C care conține numai stări de echilibru.
Rezultă atunci din teorema de integrabilitate că există o funcție de stare, definită până la o constantă aditivă, numită entropie și notată tradițional cu S, a cărei diferențială totală este
{\displaystyle \left(21\right)}{\displaystyle dS={\frac {\delta Q}{T}}\,,}(într-o transformare reversibilă)
iar integrala acesteia de la o stare inițială a la o stare finală b este independentă de drumul urmat C și reprezintă variația funcției între starea inițială și starea finală:
{\displaystyle \left(22\right)}{\displaystyle \int _{C}\,{\frac {\delta Q}{T}}=S\left(b\right)-S\left(a\right)\,.}(într-o transformare reversibilă)
Aplicând același raționament în cazul unei transformări ireversibile, se obține, pe baza inegalității lui Clausius (19):
{\displaystyle \left(23\right)}{\displaystyle \int _{C}\,{\frac {\delta Q}{T}}<S\left(b\right)-S\left(a\right)\,.}(într-o transformare ireversibilă)
Utilizând noțiunea de entropie, se poate da o formulare generală principiului al doilea al termodinamicii:
Pentru orice sistem termodinamic există o funcție de stare numită entropie. În orice transformare prin care trece sistemul, variația entropiei este mărginită inferior de cantitatea {\displaystyle \scriptstyle \int _{C}\,{\frac {\delta Q}{T}},\,} unde drumul de integrare este curba C  care unește starea inițială cu starea finală, trecând prin stări intermediare în care se schimbă cantități de căldură δQ cu o înșiruire continuă de termostate la temperaturi T. Marginea inferioară este atinsă dacă și numai dacă transformarea este reversibilă.

## Stări de echilibru

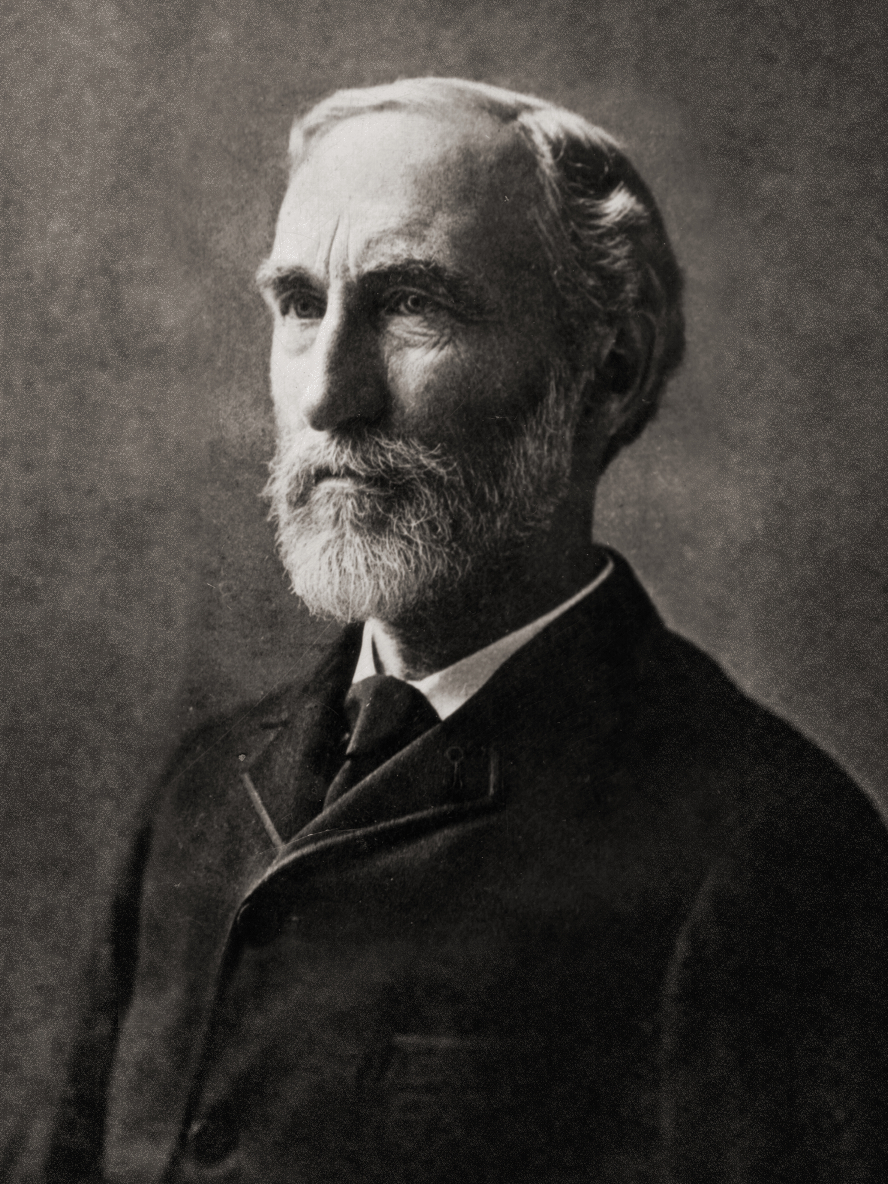
Josiah Willard Gibbs (1839–1903) a introdus noțiunea de potențial chimic; lucrările sale au pus bazele teoretice ale termodinamicii chimice și chimiei fizice.

### Potențiale termodinamice
În ecuațiile caracteristice (12) și (13), transcrise acum în scara termodinamică de temperatură,
{\displaystyle \left(24\right)}{\displaystyle X_{i}=X_{i}\left(T,x_{1},...,x_{n}\right),\quad i=1,...,n}
{\displaystyle \left(25\right)}{\displaystyle U=U\left(T,x_{1},...,x_{n}\right)}
variabilele de stare independente sunt temperatura și variabilele de poziție. Dar alegerea variabilelor independente utilizate pentru caracterizarea stărilor de echilibru poate fi schimbată, după necesitățile problemei; acest lucru se realizează în termodinamică printr-o schimbare simultană de variabile independente și de funcție numită transformare Legendre. Efectuând o transformare Legendre asupra perechilor de variabile  (T ↔ S ) sau/și (X ↔ x ), se rearanjează expresia diferențială
{\displaystyle \left(26\right)}{\displaystyle dU=X\,dx\,+T\,dS\,}
(obținută combinând formulele (9), (4) și (21)) după diferențialele noilor variabile, identificând astfel noua funcție. Această funcție este un potențial termodinamic: derivatele ei parțiale furnizează noile ecuații caracteristice (termică și calorice). Unele tratate de termodinamică folosesc termenul de funcție termodinamică pentru desemnarea potențialului termodinamic. Potențialele termodinamice utilizate curent sunt enumerate mai jos, împreună cu diferențialele lor totale și ecuațiile caracteristice care derivă din ele.
- Energie internă U (S, x)

{\displaystyle \left(27\right)}{\displaystyle dU=T\,dS+X\,dx;\quad \left({\frac {\partial U}{\partial S}}\right)_{x}=T\,,\quad \left({\frac {\partial U}{\partial x}}\right)_{S}=X\,.}
- Entropie S (U, x)

{\displaystyle \left(28\right)}{\displaystyle dS={\frac {dU}{T}}\,-{\frac {X\,dx}{T}};\quad \left({\frac {\partial S}{\partial U}}\right)_{x}={\frac {1}{T}}\,,\quad \left({\frac {\partial S}{\partial x}}\right)_{U}=-{\frac {X}{T}}\,.}
- Entalpie H (S, X)

{\displaystyle \left(29\right)}{\displaystyle H=U-X\,x\,;\quad dH=T\,dS-x\,dX\,;\quad \left({\frac {\partial H}{\partial S}}\right)_{X}=T\,,\quad \left({\frac {\partial H}{\partial X}}\right)_{S}=-x\,.}
- Energie liberă F (T, x)

{\displaystyle \left(30\right)}{\displaystyle F=U-TS\,;\quad dF=-S\,dT+X\,dx\,;\quad \left({\frac {\partial F}{\partial T}}\right)_{x}=-S\,,\quad \left({\frac {\partial F}{\partial x}}\right)_{T}=X\,.}
- Entalpie liberă G (T, X)

{\displaystyle \left(31\right)}{\displaystyle G=U-Xx-TS\,;\quad dG=-S\,dT-x\,dX\,;\quad \left({\frac {\partial G}{\partial T}}\right)_{X}=-S\,,\quad \left({\frac {\partial G}{\partial X}}\right)_{T}=-x\,.}

### Schimb de căldură
Parametrizările de mai jos ale cantității de căldură schimbată într-o transformare elementară reversibilă definesc proprietăți ale sistemului numite (impropriu) constante de material. Ele se determină prin metode calorimetrice și sunt importante în aplicațiile practice.
- Capacitatea termică la variabile x  constante  (Cx) și căldura latentă la variația variabilei  xi  (λi) :

{\displaystyle \left(32\right)}{\displaystyle \delta Q=C_{x}\left(T,x\right)\,dT+\sum _{i=1}^{n}\lambda _{i}\left(T,x\right)\,dx_{i}\,,\quad C_{x}=\left({\frac {\partial U}{\partial T}}\right)_{x}>0\,.}
- Capacitatea termică la variabile X  constante  (CX) și căldura latentă la variația variabilei  Xi  (λ'i) :

{\displaystyle \left(33\right)}{\displaystyle \delta Q=C_{X}\left(T,X\right)\,dT+\sum _{i=1}^{n}\lambda _{i}'\left(T,X\right)\,dX_{i}\,,\quad C_{X}=\left({\frac {\partial H}{\partial T}}\right)_{X}\,.}

### Schimb de substanță
Există transformări în care, pe lângă schimb de căldură și lucru mecanic, are loc un schimb de substanță. De exemplu, o cantitate de fluid schimbă substanță cu exteriorul în cursul proceselor de evaporare și condensare. Noțiunea sistem termodinamic poate fi așadar lărgită, pentru a include astfel de fenomene în care masele componentelor sistemului se modifică.
Fie un sistem cu c componente, de mase variabile  M = (M1, ..., Mc), care se adaugă variabilelor de stare. Alegând ca potențial termodinamic entalpia liberă, aceasta va fi o funcție  G = ( T, X1, ..., Xn, M1 ..., Mc). Relațiiile (31) trebuie ajustate pentru a ține cont de noile variabile:
{\displaystyle \left(34\right)}{\displaystyle dG=-S\,dT-\sum _{i=1}^{n}x_{i}\,dX_{i}+\sum _{k=1}^{c}\mu _{k}\,dM_{k}\,}
unde
{\displaystyle \left(35\right)}{\displaystyle {\frac {\partial G}{\partial T}}=-S,\quad {\frac {\partial G}{\partial X_{i}}}=-x_{i},\quad {\frac {\partial G}{\partial M_{k}}}=\mu _{k}\,.}
Funcțiile μ = (μ1, ..., μc) definite în (35) se numesc potențiale chimice ale substanțelor componente respective. În acest formalism masele componentelor apar ca variabile de poziție, potențialele chimice asociate apar ca variabile de forță, iar contribuția schimbului de substanță {\displaystyle \sum _{k=1}^{c}} μk dMk are aspectul unui lucru mecanic. Aplicațiile în termodinamica chimică și chimia fizică sunt numeroase, la procese ca tranziții de fază sau reacții chimice.

## Transformări ireversibile
Prin definiție, un sistem aflat într-o stare de echilibru va rămâne în această stare un timp indefinit, dacă nu se schimbă condițiile exterioare. Dacă aceste condiții se schimbă, echilibrul va fi perturbat și sistemul va începe o transformare care, după un timp suficient de lung, se va termina într-o nouă stare de echilibru, compatibil cu noile condiții. Dacă transformarea este ireversibilă, termodinamica nu-i poate descrie desfășurarea, fiindcă stările intermediare nu sunt stări de echilibru. Dată o stare inițială a, termodinamica poate doar indica unele caracteristici ale stării finale b, compatibilă cu noile condiții de echilibru.
- Pentru o transformare ireversibilă adiabatică (în care nu se schimbă căldură cu exteriorul), din relația (23) rezultă S (b) > S (a). Starea finală de echilibru este realizată atunci când entropia are valoarea maximă compatibilă cu noile condiții de echilibru.

- Pentru o transformare ireversibilă izotermă (sistemul este tot timpul în contact cu un termostat) în care variabilele de poziție rămân constante, inegalitatea precedentă poate fi transcrisă în funcție de energia liberă (30) sub forma F (b) < F (a). Starea finală de echilibru se realizează atunci când energia liberă are valoarea minimă.

- Pentru o transformare ireversibilă izotermă în care variabilele de forță rămân constante în tot timpul procesului, inegalitatea, transcrisă în funcție de entalpia liberă (31), devine G (b) < G (a). Starea finală de echilibru se realizează atunci când entalpia liberă are valoarea minimă.

Aceste exemple arată cât de importantă este precizarea condițiilor în care are loc o transformare ireversibilă. Afirmația „într-un proces ireversibil entropia sistemului crește” induce în eroare. În primul rând, a vorbi despre o „creștere” a entropiei sugerează o continuitate de la starea inițială la starea finală care nu există, fiindcă entropia nu este definită în stările intermediare, care nu sunt stări de echilibru. În al doilea rând, se poate spune că entropia stării finale va fi mai mare decât entropia stării inițiale numai dacă transformarea este adiabatică. Iar formulări de genul „entropia Universului crește” sunt fundamental greșite, întrucât Universul, care nu poate fi delimitat precis, nu este un sistem termodinamic.

## Principiul al treilea al termodinamicii

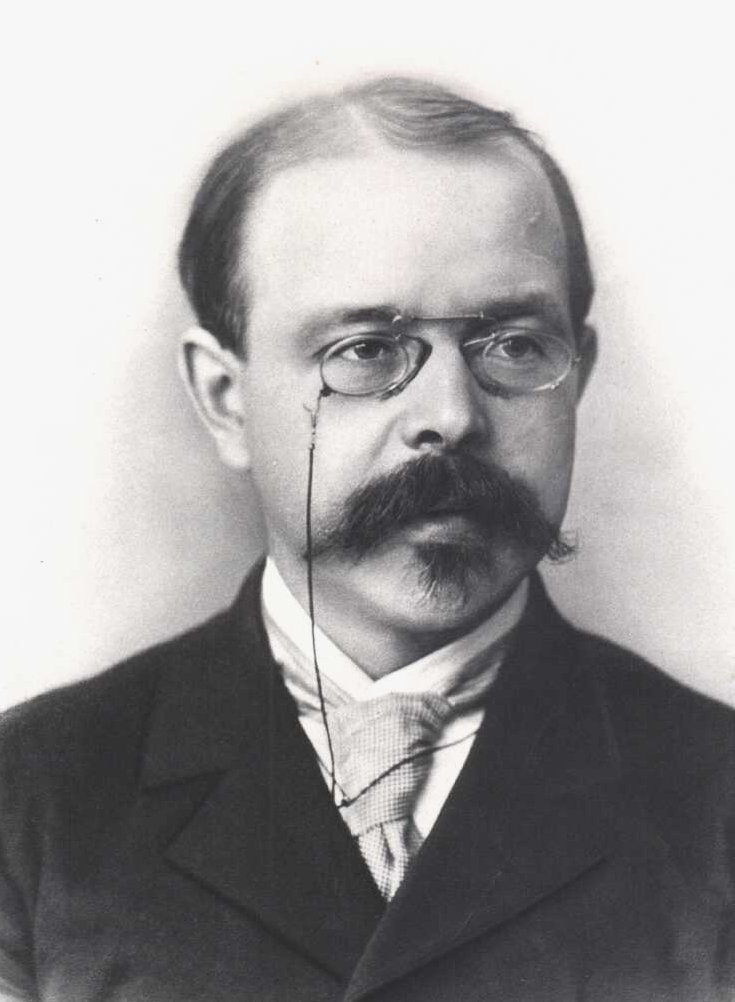
Walther Nernst (1864–1941) a enunțat teorema lui Nernst care, în reformularea lui Max Planck, a devenit principiul al treilea al termodinamicii.

Din principiul al doilea al termodinamicii rezultă că, în transformări în care variabilele de poziție rămân constante, ca și în transformări în care variabilele de forță rămân constante, entropia este o funcție monoton crescătoare de temperatura absolută. Conform unei teoreme elementare din analiza matematică, atunci când, în cursul unei asemenea transformări, temperatura se apropie de zero absolut (valoare pe care nu o poate atinge), entropia va tinde către o valoare finită sau către  −∞. Dacă tinde către o valoare finită, aceasta este independentă de celelalte variabile de stare și, întrucât entropia este definită până la o constantă aditivă, ea poate fi aleasă zero prin convenție. Afirmația că acesta este cazul, pentru orice sistem, constituie principiul al treilea al termodinamicii:
Când temperatura tinde către zero absolut, entropia oricărui sistem tinde către zero.
Rezultă de aici comportarea câtorva mărimi termodinamice atunci când temperatura tinde către zero absolut:
{\displaystyle \left(36\right)}{\displaystyle \lim _{T\to \infty }\ C_{x}\left(T,x\right)=0,\quad \lim _{T\to \infty }{\frac {\partial X\left(T,x\right)}{\partial T}}=0;\,}
{\displaystyle \left(37\right)}{\displaystyle \lim _{T\to \infty }\ C_{X}\left(T,X\right)=0,\quad \lim _{T\to \infty }{\frac {\partial x\left(T,X\right)}{\partial T}}=0.\,}